# BPM 37093
BPM 37093 är en ensam stjärna i mellersta delen av stjärnbilden Kentauren, som också har variabelbeteckningen V886 Centauri. Den har en skenbar magnitud av ca 14,0 och kräver ett kraftfullt teleskop för att kunna observeras. Baserat på parallax på ca 61,0 mas, beräknas den befinna sig på ett avstånd på ca 53 ljusår (ca 16 parsek) från solen. Den rör sig närmare solen med en heliocentrisk radialhastighet på ca -12 km/s.

## Egenskaper
BPM 37093 är en variabel vit dvärgstjärna av spektralklass DAV4.4. Den har en massa som är ca 1,1 solmassa, en radie som är ca 0,0057 solradie och har ca 0,001 gånger solens utstrålning av energi från dess fotosfär vid en effektiv temperatur av ca 11 700 K.

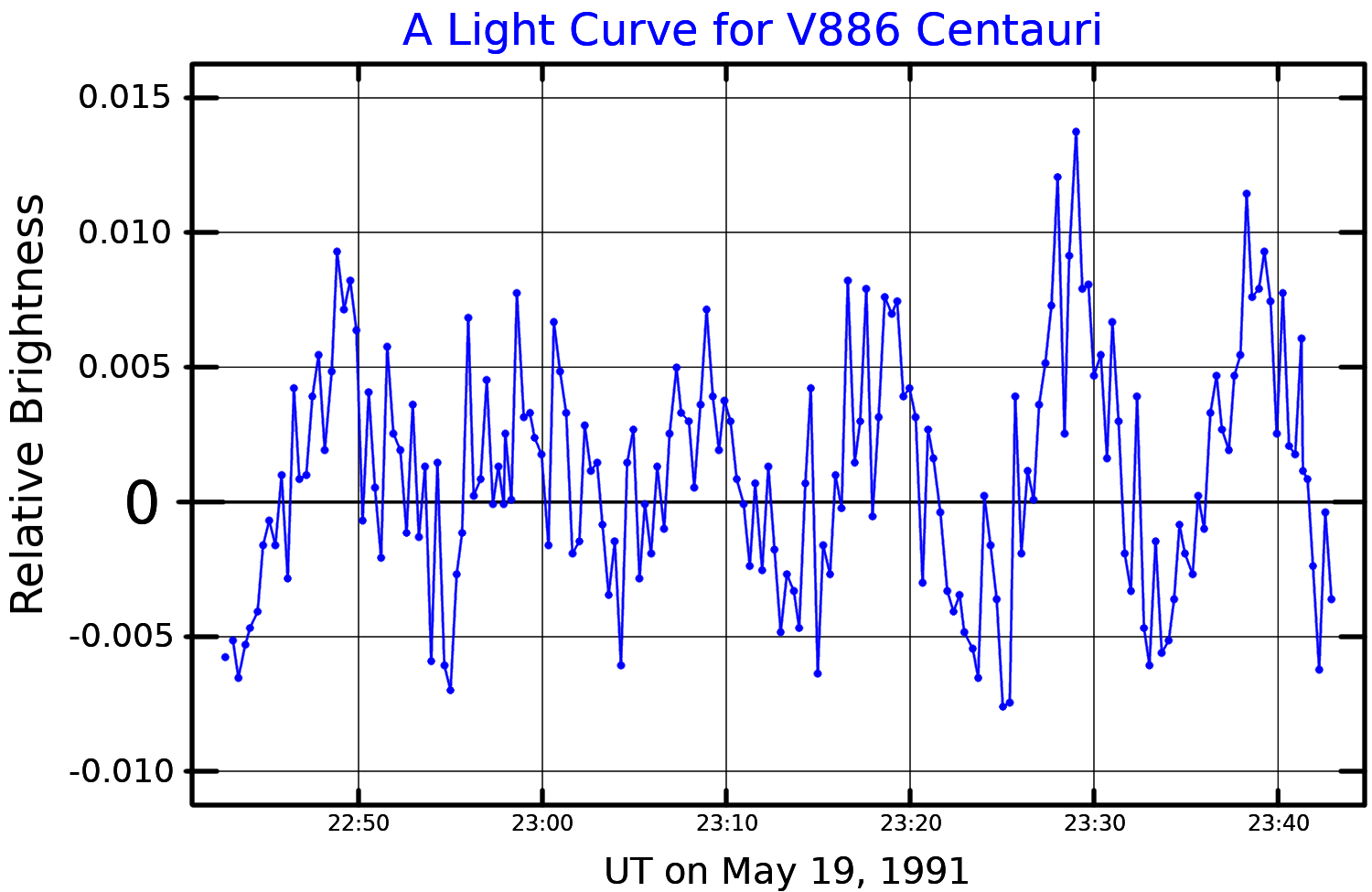
Ljuskurva för V886 Centauri, plottad från Kanaan et al. (1992).

BPM 37093 har en väteatmosfär och en ovanligt stor massa och vibrerar. Dessa pulseringar gör att dess ljusstyrka varierar. Liksom andra vita dvärgar tros BPM 37093 huvudsakligen bestå av kol och syre, som skapas genom kärnfusion av heliumkärnor i trippel-alfa-processen.

## Struktur
På 1960-talet förutspåddes att när en vit dvärg svalnar, bör dess material kristallisera, med början i mitten. När en stjärna pulserar ger observation av dess pulseringar information om dess struktur. BPM 37093 observerades 1992 först som en pulserande variabel, och 1995 påpekades att detta gav ett potentiellt test av kristallisationsteorin. År 2004 uppskattade Antonio Kanaan och ett team av forskare från Whole Earth Telescope, grundat på asteroseismologiska observationer, att cirka 90 procent av massan av BPM 37093 hade kristalliserats. Ett annat arbete anger en kristalliserad massfraktion på mellan 32 och 82 procent. Alla dessa uppskattningar skulle resultera i en total kristallin massa som överstiger 5×1029 kg. Eftersom den vita dvärgen har en radie på 4 000 kilometer betyder det att kärnan i BPM 37093, med smeknamnet Lucy, sannolikt är en av de största diamanterna i universums lokala region.

Kroppscentrerat kubiskt gitter.

Kristallisering av materialet i en vit dvärg av denna typ tros resultera i ett kroppscentrerat kubiskt gitter av kol- och/eller syrekärnor, som omges av ett Fermihav av elektroner.